# Kelderkleinoogje
Het kelderkleinoogje (Porrhomma egeria) is een spinnensoort in de taxonomische indeling van de hangmatspinnen (Linyphiidae).
Het dier komt uit het geslacht Porrhomma. Het kelderkleinoogje werd in 1884 beschreven door Eugène Simon.